# (6546) Kaye
(6546) Kaye (1987 DY4) – planetoida z pasa głównego asteroid okrążająca Słońce w ciągu 5,79 lat w średniej odległości 3,22 j.a. Odkryta 24 lutego 1987 roku.